# Kaeso Fabius Ambustus
Kaeso Fabius Ambustus war ein der Patrizierfamilie der Fabier angehöriger Politiker der frühen Römischen Republik, der viermal (404, 401, 395, 390 v. Chr.) als Konsulartribun amtiert haben soll.

## Leben
Kaeso Fabius Ambustus war laut der Filiationsangabe der Fasti Capitolini der Sohn eines Marcus Fabius Ambustus, während sein Großvater das Pränomen Quintus führte. 409 v. Chr. wurde er laut wohl glaubwürdiger Überlieferung als einziger Patrizier gemeinsam mit drei erstmals aus dem Stand der Plebejer stammenden Männern zum Quästor gewählt. Dem obersten Magistratskollegium der Konsulartribunen gehörte er erstmals 404 v. Chr. an. Damals sollen die Römer eine Stadt der Volsker namens Artena erobert haben, wobei ihnen die Erstürmung der Zitadelle Probleme bereitet habe. Das zweite Konsulartribunat bekleidete Kaeso Fabius Ambustus 401 und das dritte 395 v. Chr.
391 v. Chr. soll Kaeso Fabius Ambustus mit seinen zwei Brüdern bei einer diplomatischen Mission die Kelten bzw. Gallier provoziert haben und im Anschluss nicht wie von diesen gefordert ausgeliefert worden, sondern im Gegenteil sogar für 390 v. Chr. zum vierten Mal zu einem der Konsulartribunen gewählt worden sein, was die keltische Eroberung Roms herbeigeführt habe; für eine ausführliche Darstellung hierzu siehe Quintus Fabius Ambustus.
Kaeso Fabius Ambustus war der Vater des Konsulartribuns von 381 und 369 v. Chr., Marcus Fabius Ambustus.